# Pitulații Noi, Brăila
Pitulații Noi este un sat în comuna Scorțaru Nou din județul Brăila, Muntenia, România.
Se află în lunca râului Buzău, pe malul stâng al acestuia. După inundațiile din 1969 și 1970, populația a migrat către alte zone, acum populația fiind preponderent vârstnică. 
Din cauza apropierii lor, uneori se consideră că satele Pitulații Vechi și Pitulații Noi constituie un singur sat, numit Pitulați. Totuși saitul primăriei Scorțaru Nou le consideră sate distincte. 
Vechea denumire germană era „Neu-Plotzk“. 